# Pratdip (kommun)
Pratdip är en kommun i Spanien.   Den ligger i provinsen Província de Tarragona och regionen Katalonien, i den östra delen av landet, 400 km öster om huvudstaden Madrid. Antalet invånare är 848. Arean är 36 kvadratkilometer. Pratdip gränsar till Mont-roig del Camp, Vandellòs i l'Hospitalet de l'Infant, Tivissa och Colldejou. 
Terrängen i Pratdip är kuperad.